# Joshua Muravchik
Joshua Muravchik (New York, 1947. szeptember 17.) amerikai író, külpolitikai szakértő, az amerikai neokonzervatívok meghatározó egyénisége.

## Gyermekkor és egyetemi évek
New York Brooklyn városrészében született, hagyományosan szocialista elkötelezettségű családban. Fiatalkorától kezdve élénken érdeklődött a politika iránt, a roosevelti New Deal-programok és a szegregációmentes közoktatás lelkes támogatója volt. 11 éves kora óta vett részt a polgárjogi felvonulásokon és azok szervezésében. 1966-ban iratkozott be a City College of New York-ra, ahol rögtön belépett a Szocialista Párt ifjúsági szervezetébe, a Szocialista Fiatalok Ligájába (Young People’s Socialist League), amelynek 1968 és 1973 között elnöki tisztét is viselte. A városi főiskola diáksága erősen baloldali volt, a szervezettől pedig egy időben nem álltak távol a trockista nézetek sem. Muravchik 1970-ben nyerte el BA diplomáját a New York-i városi Főiskolán (City College of New York).

## Hetvenes évek – jobbratolódás
Az 1970-es években nézetei fokozatosan a jobboldalhoz közeledtek. Csatlakozott a Demokrata Párt egyik legfontosabb platformjához, a Demokratikus Többség Koalíciójához (Coalition for a Democratic Majority), amelynek célja annak elérése volt, hogy a George McGovern személye körül kialakult radikális baloldali körök helyett a párt centruma adja a következő elnökjelöltet. A szervezetet a jóléti állam és a heves antikommunista fellépés iránt egyaránt elkötelezett Henry M. „Scoop” Jackson szenátort támogatta az 1972-es és 1976-os demokrata párti elnökjelölt-jelölti megmérettetésen.

## Tanácsadói tevékenysége
Joshua Muravchik 1975-ben James G. O’Hara kongresszusi képviselő, 1977-ben pedig Daniel Patrick Moynihan szenátor tanácsadója volt, 1976-ban Jackson szenátor kampánycsapatának tagjaként dolgozott. 1977 és 1979 között a Demokratikus Többség Koalíció ügyvezetői elnöki tisztét is ellátta, amelyet immár a párt „jobbszárnyának” vezető erejeként emlegettek. A Carter-kormányzat alatt csalódottan vette tudomásul, hogy az elnök egyre inkább a párt baloldalának befolyása alá került. Ez az időszak nem véletlenül egybe esett az amerikai neokonzervatív mozgalom születésével.

## A nyolcvanas évektől napjainkig
1984-ben a Georgetown Egyetemen doktori fokozatot szerzett a nemzetközi kapcsolatok elméletéből. A hetvenes évek végén számos kiábrándult demokratával együtt a Ronald Reagant támogató neokonzervatív gondolkodók táborához csatlakozott és a „Reagan-demokraták” intellektuális szárnyának meghatározó alakja lett. A nyolcvanas években a neokonzervatív közírók egyik legbefolyásosabb alakjává vált. Nagyhatású írásai azóta is rendszeresen jelennek meg többek között a New York Times, a Washington Post, a Wall Street Journal, a Foreign Affairs, a New Republic, a Weekly Standard és a Commentary folyóirat hasábjain.
A nyolcvanas évektől kezdve számos közéleti és tudományos tisztséget töltött be. 1985 és 1997 között Maryland Állam Polgárjogi Bizottságának tagja volt. 1987 és 2008 között a legfontosabb jobboldali intézet, az American Enterprise Institute kutatójaként tevékenykedett. 1992 óta a washingtoni székhelyű Institute of World Politics intézmény docense. 2009 óta a Johns Hopkins Egyetem Külpolitikai Intézetének tudományos munkatársa. 2012 és 2013 között a George W. Bush Intézet kutatójaként is dolgozott. 2013-tól a Sorsok Háza nemzetközi tanácsadó testületének tagja.

## Publikációk
Számos könyve és rengeteg cikke jelent meg az amerikai belpolitikával és az Egyesült Államok Közel-Keleten betöltött szerepével kapcsolatban. A neokonzervatív értékek védelmezőjeként lépett fel még akkor is, amikor ez George W. Bush elnöksége idején heves kritikákat váltott ki. Támogatta az afganisztáni és az iraki beavatkozást a „terror elleni háború” keretében. Gyakran ír a túlburjánzott állami bürokrácia okozta károkról, a liberális ideológia önellentmondásairól, a demokrácia terjesztésének küldetéséről, a modern baloldali antiszemitizmusról, valamint az arab–izraeli konfliktusról. Első könyve Demokrácia-export – Amerika küldetésének beteljesítése (Exporting Democracy: Fulfilling America’s Destiny) címmel jelent meg 1991-ben. Legnagyobb hatású műve a 2002-ben írt, idén magyarul is megjelenő Földre szállt mennyország – A szocializmus története (Heaven on Earth: The Rise and Fall of Socialism), amelyben a szocializmus történetét tárja fel tudományos részletességgel. Legutóbbi könyve 2014-ben jelent meg Dávidot Goliáttá tenni – Hogyan fordult a világ Izrael ellen? (Making David into Goliath: How the World Turned against Israel) címmel, amelyben az európai baloldal és az iszlám radikalizmus kölcsönös vonzalmát vizsgálja. Főbb könyvei mellett számtalan tanulmány, esszé és publicisztika szerzője, valamint több tudományos folyóirat szerkesztőbizottsági tagja; ezek közül a legfontosabbak a World Affairs Journal, a Journal of Democracy, valamint a Journal of International Security Affairs. A Freedom House jogvédőszervezet felügyelőbizottsági tagja. Emellett a Fathom – Hogy jobban értsük Izraelt és térségét című online folyóirat munkatársa is.

## Magyarul megjelent írásai
A Közép- és Kelet-európai Történelem és Társadalom Kutatásáért Közalapítvány 2014-ben jelentette meg Joshua Muravchik nagyhatású művének magyar fordítását Földre szállt mennyország címmel. Jövőre szintén a közalapítvány gondozásában jelenik meg Joshua Muravchik válogatása a Commentary folyóirat legfontosabb hidegháborús tanulmányaiból, Békés Márton szerkesztésében. Az antológia Szabadság/harcosok címmel jelenik meg 2015-ben.
- Földre szállt mennyország. A szocializmus története; ford. Babarczy Eszter; Közép- és Kelet-európai Történelem és Társadalom Kutatásáért Közalapítvány, Bp., 2014
- Szabadság/harcosok. Hidegháborús írások. Válogatás a Commentary antikommunista írásaiból; vál. Joshua Muravchik, szerk. Békés Márton; Közép- és Kelet-európai Történelem és Társadalom Kutatásáért Közalapítvány, Bp., 2015